# Stadtbücherei Goch
Die Stadtbücherei Goch befand sich bis Anfang April 2012 auf dem Klosterplatz 16 in unmittelbarer Nähe zur Pfarrkirche Maria-Magdalena in Goch. Bei dem 1651 errichteten Backsteinbau handelte es sich um einen Flügel des ehemaligen Tertiarinnenklosters. Ursprünglich waren hier Beginen beheimatet, die später die Regeln eines dritten Ordens annahmen. Bei der Säkularisation unter Napoleon wurde das Kloster aufgehoben. Während des 19. Jahrhunderts wurden die Klostergebäude und die Kirche abgerissen, mit Ausnahme des noch heute bestehenden Flügels. Dieses Gebäude wurde im Jahre 1849 dem Gocher Krankenhaus geschenkt und diente später als Stadtbibliothek.
Wegen des Renovierungsbedarfs und der fehlenden Barrierefreiheit des dreistöckigen Gebäudes, eröffnete die Bücherei am 2. Mai 2012 in neuen Räumen in einem ehemaligen Autohaus in der Pfalzdorfer Straße 47. Anfangs war lediglich geplant, die Bücherei dort vorübergehend unterzubringen, bis ein endgültiger Standort gefunden sein würde. Anfang 2012 waren hierfür die Räumlichkeiten der ehemaligen Liebfrauenkirche im Gespräch bzw. gar beschlossene Sache gewesen.